# 克里斯托弗·雷恩
克里斯托弗·雷恩爵士（英語：Sir Christopher Wren，1632年10月20日—1723年2月25日），英國天文學家、建築師。
雷恩的其他著名建築包括切爾西皇家醫院，格林威治皇家海軍學院和漢普頓宮。雷恩大樓是弗吉尼亞州威廉與瑪麗學院的主樓。
雷恩在牛津大學接受拉丁和亞里士多德物理學的教育，是皇家學會的創建者（1680–1682年任會長），艾薩克·牛頓和布萊斯·帕斯卡爾對他的工作給予高度評價。

## 生平

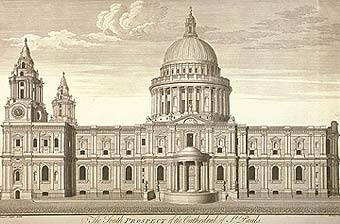
聖保羅大教堂

他出生於威爾特郡的一個宗教世家，父親老克里斯托弗·雷恩（Christopher Wren the Elder，1589–1658）為溫莎牧正，母親名叫瑪麗·科克斯（Mary Cox），是威爾特郡富裕鄉紳羅伯特·科克斯的唯一子女，後來繼承了父親的財產。他是家裡唯一張大成人的孩子。其母在他出生兩年後又生下了伊麗莎白·雷恩，但不久之後就去世。他就讀於西敏公學及牛津大学瓦德漢學院，學習天文學，又成於藝術，對繪畫有很高的天份。

### 1653–1664
雷恩是17世紀著名建築學家。設計的建築物莊嚴、整齊、明澈，具有過分雕琢的巴羅克建築風格，對英國和歐洲建築影響很大。查理二世任命他為工程總監約翰·德納姆爵士的助理。 1663年，雷恩為倫敦主教設計坐落在牛津的謝爾頓戲院。他採納了古典原則，發展了由古代維特魯維亞和文藝復興時期維尼奧拉奠定的分成行列的圓形建築。 1663－ 1665年雷恩設計建築劍橋大學彭布羅克學院附屬教堂。

### 1665–1723
1666年9月英國發生倫敦大火，燒毀了當時為黑死病所苦的伦敦市。从而给了雷恩发挥才能的机会。他提出了全伦敦市灾后的修复方案，受到大地主的反对而未能实现。但是他担任了灾后复兴委员会的要员，在大火后的重建工程中，雷恩重建或监督了86座教堂中的51座，其中最优秀的作品莫过于圣保罗大教堂。从1675年开始重建，直到1710年才告完工，共花费了75万英镑。最后他在距起火点普丁巷61米处设立了一个纪念碑（The Monument），高61.5米，共有311阶，顶端为火焰饰围绕的圆球。其他的有格林威治天文台（1675年），剑桥图书馆（1676－1684年），切尔西医院（1682－1691年），汉普顿法院大楼（1689－1694年），肯辛顿宫（1689－1702年），巴尔巴勒议会大楼（1709－1711年）等。在美国，他的代表作只有弗吉尼亚州威廉与玛丽学院的主建筑。
雷恩在漢普頓宮逝世，被安葬於聖保羅大教堂唱詩班席位之下的地穴內。教堂的門口建有墓碑，刻有拉丁文的結束語：Si monumentum requiris, circumspice（“如果你在寻找他的紀念碑，請看看你的周圍。”）

## 科学研究
科學家羅伯特·胡克是雷恩的朋友之一。“自阿基米德時代以來，幾乎沒有人遇到過如此完美的人，在機械和哲學方面。”
天文學方面，雷恩提出關於彗星的假說，製作月球模型，研究過土星及其光環，發明計算日、月食圖解方法 。他製作的月球模型吸引了國王的注意，國王命令雷恩對其進行完善並將其呈現給他。